# Lanterne des morts d'Atur
La lanterne des morts d'Atur est une lanterne des morts située à Atur, en France.

## Localisation
Le monument est situé dans le département français de la Dordogne, dans le village d'Atur, à l'emplacement d'un ancien cimetière situé à 500 mètres de l'église Notre-Dame-de-l'Assomption d'Atur.

## Historique
La lanterne date probablement du milieu du XIIe siècle.
Il existe encore en France une centaine de lanterne des morts. Il en reste trois en Périgord (Atur, Cherveix-Cubas et Sarlat).

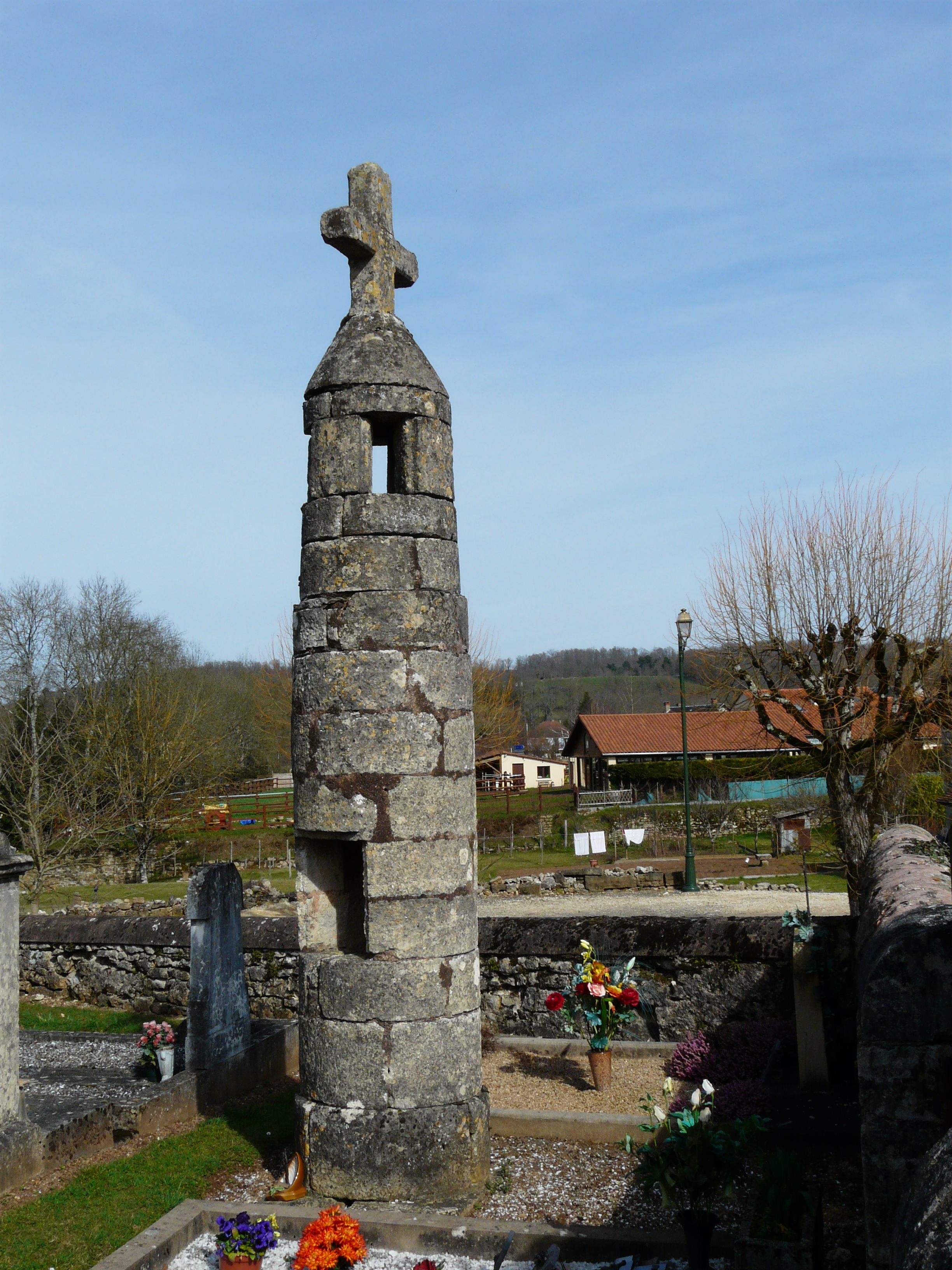
Lanterne des morts de Cherveix-Cubas
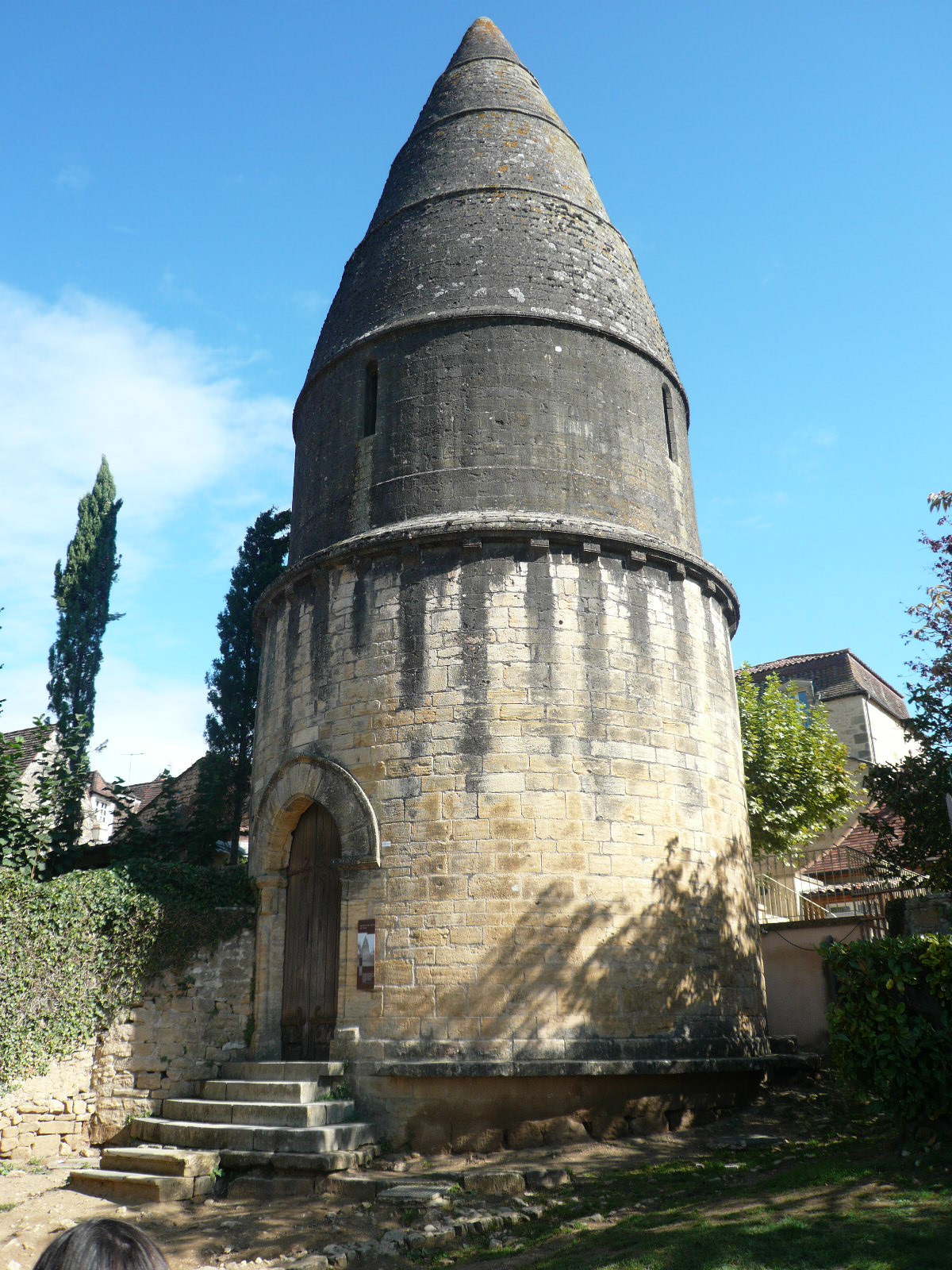
Lanterne des mort de Sarlat

Elles apparaissent au XIIe et XIIIe siècles. En 1122, Pierre le Vénérable, abbé de Cluny, a écrit :
Il faudra tenir compte de ce qu'au milieu du cimetière, un monument de pierre ait à son sommet la place d'une lampe, à cause du respect que l'on doit aux fidèles qui y reposent, cette lampe doit éclairer les lieux saints toute la nuit.
L'usage qui était fait de ces fanaux reste encore une inconnue. Le terme de lanterne des morts n'apparaît qu'au XIXe siècle.
La lanterne des morts d'Atur se trouvait dans l'ancien cimetière.

## Description

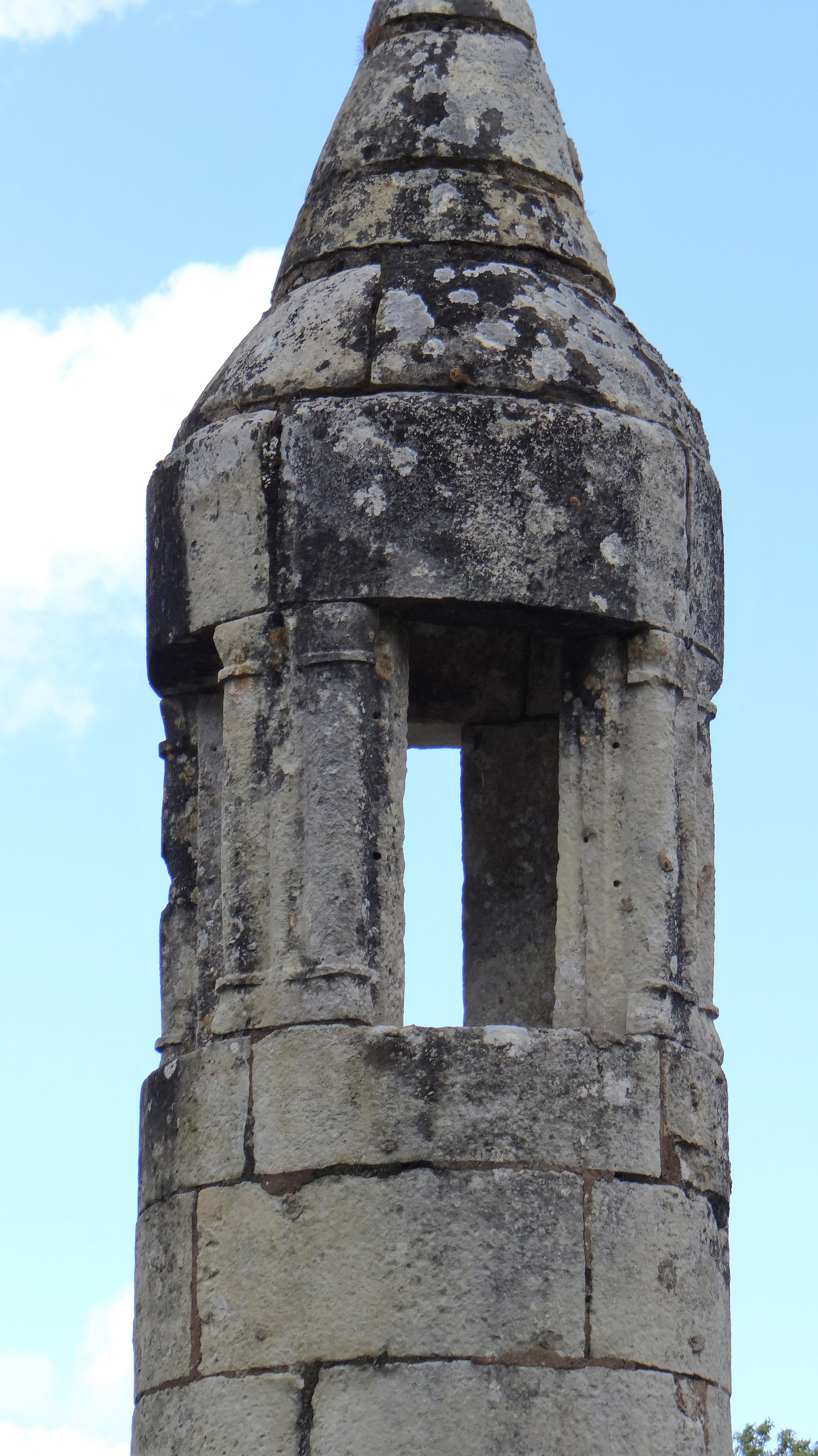
Lanternon

La lanterne des morts est une colonne circulaire évidée de 5 mètres de hauteur et d'environ un mètre de diamètre. Elle se termine par un lanternon de forme conique surmonté d'une croix en fer forgé qui n'est pas d'origine. Dans sa partie supérieure, sous la partie conique, quatre ouvertures séparées les unes des autres par deux colonnettes, permettait un éclairage la nuit grâce à un godet rempli d'huile et une mèche allumée. Une porte en bas de la lanterne permettait d'accéder au système de levage du godet.
Au XIXe siècle, d'après les traditions locales, les lanternes des morts étaient allumées après chaque décès.

## Protection
La lanterne des morts est classée au titre des monuments historiques le 21 mai 1932.